# 小蝶铰蛤
小蝶铰蛤（学名：Trigonothracia pusilla），是笋螂目色雷西蛤科Trigonothracia属的一种。主要分布于韩国、中国大陆，常栖息在水深7-82米。